# Mallee

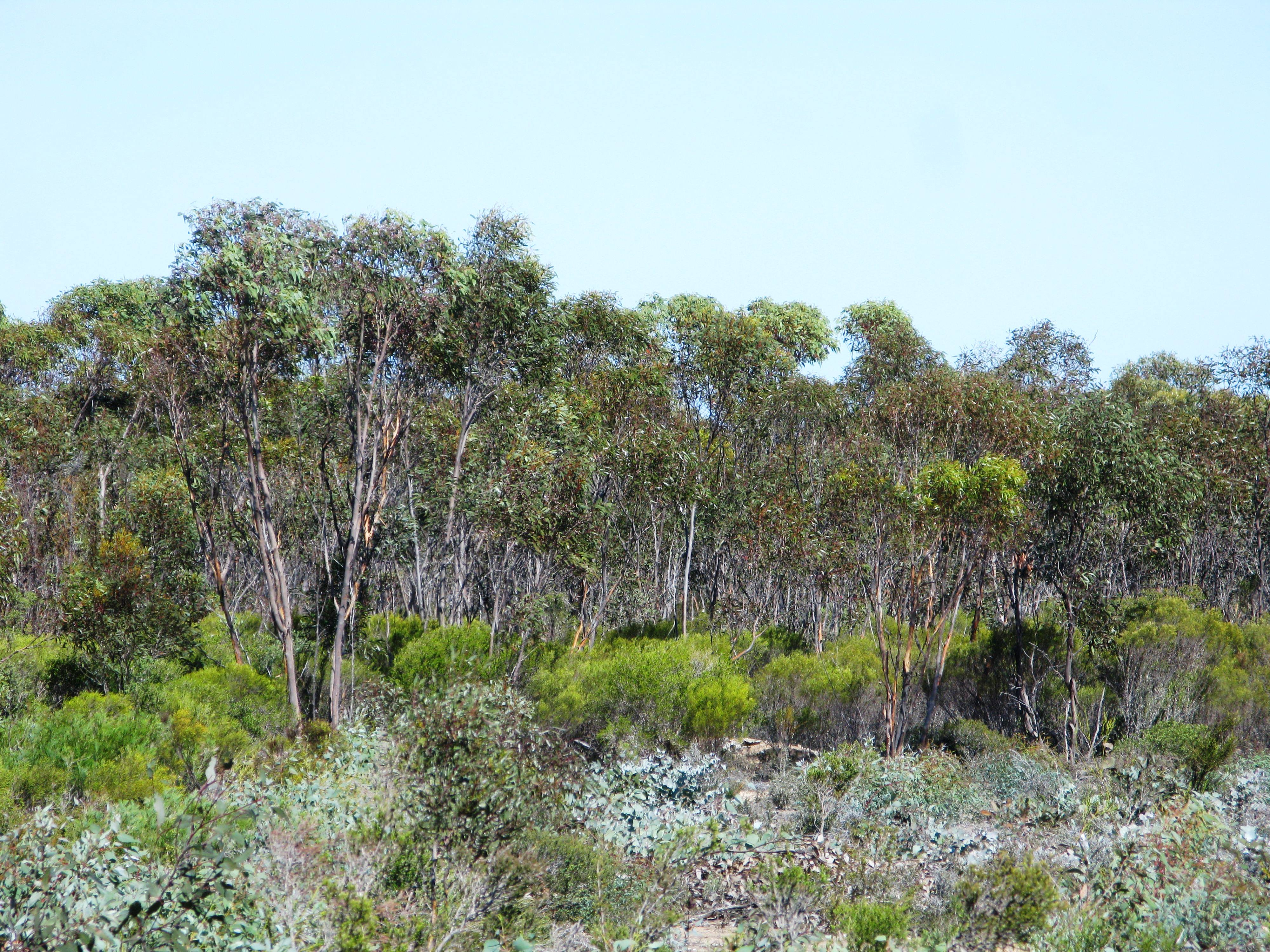
Formacja z Eucalyptus eremophila i krzewami melaleuka w rezerwacie Clyde Hill w zachodniej Australii

Mallee (ang. Mallee woodlands and shrublands) – formacja zaroślowa występująca w Australii. Jej głównym składnikiem są wielopienne i sklerofilne gatunki eukaliptusa o pokroju drzewiastym i krzewiastym, niezależnie od pokroju nieprzekraczające z reguły 6 m wysokości. Rzadko współdominują drzewa i krzewy z innych rodzajów. Ze względu na typ dominujących roślin drzewiastych wyróżniana jest formacja leśna lub krzaczasta, dzielona ze względu na zwarcie na zbiorowiska gęste, widne i luźno zadrzewione lub zakrzaczone. Ze względu na roślinność towarzyszącą w niższej warstwie wyróżniane są zbiorowiska mallee z trawami lub z gęstymi, niskimi krzewami. Wpływ na skład i strukturę roślinności mają warunki siedliskowe – wielkość opadów, ekspozycja, typ gleby. Kluczowym czynnikiem wpływającym na kształtowanie się formacji jest ogień. Zbiorowiska są mało zróżnicowane w okresie suchym, po ulewnych deszczach pojawiają się w nich często w wielkiej obfitości rośliny o krótkotrwałych pędach nadziemnych (efemery).